# Yggdrasil
Yggdrasil (iz staronordijskega Yggdrasill) je ogromno in osrednje sveto drevo v nordijski kozmologiji. Okoli njega obstaja vse drugo, vključno z devetimi svetovi.
Yggdrasil je potrjen v Poetični Eddi, ki je bila sestavljena v 13. stoletju iz starejših tradicionalnih virov, in v Prozni Eddi, ki jo je v 13. stoletju sestavil islandski zgodovinar in pesnik Snorri Sturluson. V obeh virih je Yggdrasil ogromno sveto jesenovo drevo, ki je osrednjega pomena za nordijsko pojmovanje kozmosa. Bogovi se vsak dan odpravijo k njemu, kjer se zberejo na svojih tradicionalnih zborovanjih.  Veje Yggdrasila segajo daleč v nebo, drevo pa podpirajo tri korenine, ki segajo daleč v druge svetove: ena do vodnjaka Urðarbrunnr v nebesih, druga do izvira Hvergelmir in tretja do vodnjaka Mímisbrunnr. V Yggdrasilu živijo bitja, kot so zmaj Níðhöggr, neimenovani orel ter jeleni Dáinn, Dvalinn, Duneyrr in Duraþrór.
Poleg standardnega imena Yggdrasil, raziskovalci na splošno menijo, da so Hoddmímirjev gozd, Mímameiðr in Læraðr prav tako imena za isto drevo. Drevo je kot eden izmed osrednjih primerov svetih dreves v germanskem poganstvu že dolgo tema razprave strokovnjakov s področja germanske filologije.

## Etimologija
Splošno sprejeti pomen staronordijskega Yggdrasill je »Odinov konj« oziroma »vislice«. Ta razlaga je nastala, ker drasill pomeni »konj«, Ygg(r) pa je eno od številnih Odinovih imen. V pesmi Hávamál (Pesem Visokega) iz Poetične Edde je opisano, kako se je Odin žrtvoval z obešanjem na drevo, zato so to drevo Odinove vislice. To drevo je bilo morda Yggdrasil. »Konj obešenih« je kenning za vislice, zato so se Odinove vislice morda razvile v izraz »Odinov konj«, ki je nato postal ime drevesa.
Kljub temu se mnenja strokovnjakov o natančnem pomenu imena Yggdrasill razlikujejo, zlasti glede vprašanja, ali je Yggdrasill ime samega drevesa ali pa se le celoten izraz askr Yggdrasil (kjer staronordijski askr pomeni »jesen«) nanaša posebej na drevo. Po tej razlagi bi askr Yggdrasils pomenil svetovno drevo, na katerem je »privezan konj [Odinov konj] najvišjega boga [Odina]«. Obe etimologiji se opirata na domnevno, a nedokazano *Yggsdrasill.
Tretja razlaga, ki jo je predstavil F. Detter, je, da se ime Yggdrasill nanaša na besedo yggr (»groza«), vendar ne v povezavi z Odinovim imenom, zato bi Yggdrasill pomenil »drevo groze, vislica«. F. R. Schröder je predlagal četrto etimologijo, po kateri yggdrasill pomeni »tisin steber«, pri čemer je yggia izpeljanka iz *igwja (kar pomeni »tisa«), drasill pa iz *dher- (kar pomeni »podpora«).

## Omembe

### Poetična Edda
V Poetični Eddi je drevo omenjeno v treh pesmih: Völuspá, Hávamál in Grímnismál.

#### Völuspá
V drugi kitici pesmi Völuspá (Bajanje vidke) iz Poetične Edde völva (šamanska vidka), ki recitira pesem bogu Odinu, pravi, da se spominja »sivih davnin«, ko so jo vzgajali jötnar, devetih svetov (v slovenskem prevodu »devetih domov«) in devetih lesov (v tujih jezikih besedo ídiðiur prevajalci prevajajo različno—Jeramy Dodds na primer navaja »devet gozdnih čarovnic«) in časa, ko je bil Yggdrasil seme (»skritih pod zemljo: silni Jésen svetá.«).(str.7) V 19. kitici völva pravi:
In vem, kje je Jesen,

Yggdrasil po imenu,

mogočno drevo,

pokrito z megló.

Od tam rosa prihaja,

ki pada na polja dolin.

Večno na vrhu stoji,

zelen na vodnjaku Urd.(str.13)
V 20. kitici völva pravi, da iz jezera (v slovenskem prevodu napačno prevedeno kot »morje«) pod drevesom prihajajo tri »device, ki veliko vedó« imenovane Urðr, Verðandi in Skuld. Device so »vrezovale v les« (v slovenskem prevodu izpuščen oz. nepreveden del kitice; vrezovanje v les se tukaj nanaša na vrezovanje magičnih run, ki napovedujejo prihodnost ljudi, na kose lesa drevesa), »postavile postave« (postava oz. zakon/predpis) in »pravila življenja« za človeške sinove ter usode (ørlǫg) ljudi.(str.14) V 27. kitici völva pove »Vem, kje Heimdallov Gjalla-horn je skrit; pod Jesenom svetá«.(str.16) V 47. kitici je Yggdrasil v pesmi še zadnjič omenjen. Völva kot del začetka Ragnaröka opisuje, da Heimdallr zapiha v Gjallarhorn, da Odin govori z Mimirjevo glavo in nato:
Jesen Yggdrasil se upogiba,

a je jedrén,

buči starodavno drevo,

silak se iztrga;(str.24)

#### Hávamál
V 138. kitici pesmi Hávamál (Pesem Visokega) Odin opisuje, kako se je nekoč žrtvoval samemu sebi, tako da se je obesil na drevo. Kitica se glasi:
Vem, da sem visel

na viharniku,

polnih devet nočí,

preboden s kopjem,

Odin sem,

darovan samemu sebi;

na tem samotnem drevesu,

o katerem nihče ne ve,

iz kakšnih korenin kipí.(str.81)
V naslednji kitici Odin opisuje, da tam ni imel ne hrane ne pijače, da je visel navzdol in »vsrkaval sem rune, s krikom sem jih sprejel, potem sem se spustil na tla.«(str.81) Pozneje je Odin uporabil »znanje svetih run« kot magično orodje, ki ga je dal človeštvu, da bi povečal njegovo spretnost v magiji in poeziji.
Čeprav Yggdrasil v pesmi ni omenjen z imenom in v nordijski mitologiji obstajajo tudi druga drevesa, je drevo skoraj splošno sprejeto kot Yggdrasil, in če je to drevo Yggdrasil, potem je ime Yggdrasil neposredno povezano s to zgodbo.

#### Grímnismál
V pesmi Grímnismál Odin (preoblečen v Grímnirja) mlademu Agnarju posreduje kozmološko znanje. Yggdrasil je v pesmi prvič omenjen v 29. kitici, kjer Odin pravi, da se mora Thor, ker »most azov gori« in »svete vode vrejo«, prebiti skozi reki Körmt in Örmt ter dve reki z imenom Kerlaugar, da bo lahko »sedel kot sodnik pri Jesenu Yggdrasilu«. V naslednjem verzu je podan seznam imen konj, na katerih jezdijo azi, da bi »sedeli kot sodniki« ob Yggdrasilu.
V 31. kitici Odin pravi, da ima Jesen Yggdrasil tri korenine, ki rastejo v tri smeri. Pod prvo živi Hel, pod drugo zmrznjeni velikani, pod tretjim pa človeštvo. V 32. kitici je opisano, da mora veverica Ratatoskr teči gor in dol po Yggdrasilu in prinesti »orlovo besedo« od zgoraj do Níðhöggra spodaj. V 33. kitici je opisano, da štirje jeleni po imenu Dáinn, Dvalinn, Duneyrr in Duraþrór jedo »najvišje veje« Yggdrasila.
V 34. kitici Odin pravi, da pod Yggdrasilom živi več kač, »kot si lahko kdorkoli mislil« in jih poimenuje kot Góinna in Móinn (staronordijsko morda »kopenska žival«), ki ju opisuje kot sinova Grafvitnirja (staronordijsko morda »moreč volk«), Grábakra (staronordijsko »sivohrbtni«), Grafvölluðrja (staronordijsko morda »tisti, ki koplje pod ravnino« ali morda »tisti, ki vlada v jarku«), Ófnir (staronordijsko »zvijačen, premeten«) in Sváfnir (staronordijsko morda »tisti, ki spi = smrt«), za katere Odin doda, da misli, da bodo v vekomaj grizli veje drevesa.
V 35. kitici Odin pravi, da Yggdrasil »trpi bolj, kot ljudje vedo«, saj ga od zgoraj grizejo jeleni, njegovo deblo gnije, od spodaj pa ga grize Níðhöggr. V 44. kitici Odin navede seznam stvari, ki jih ima za »najplemenitejše«. Na seznamu Odin najprej omeni Yggdrasil in pravi, da je to »najplemenitejše drevo«.

### Prozna Edda
Yggdrasil je omenjen v dveh knjigah v Prozni Eddi: Gylfaginning in Skáldskaparmál. V knjigi Gylfaginning je Yggdrasil predstavljen v 15. poglavju. V 15. poglavju Gangleri (opisan kot preoblečeni kralj Gylfi) vpraša, kje je glavni ali najsvetejši kraj bogov. Visoki odgovori: »To je Jesen Yggdrasil. Tam morajo bogovi vsak dan sedeti na sodnih stolih«. Gangleri vpraša, kaj lahko pove o Yggdrasilu. Enako Visoki odgovori, da je Yggdrasil največje in najboljše med vsemi drevesi, da se njegove veje raztezajo čez ves svet in segajo nad nebo. Drevo podpirajo tri korenine, ki segajo izjemno daleč: ena »je med bogovi, druga pri zmrznjenih velikanih, tretja nad Niflheimom«. Korenino grize zmaj Níðhöggr, pod njo pa je izvir Hvergelmir. Pod korenino, ki se vije proti zmrznjenim velikanom je vodnjak Mímisbrunnr (Mimirjev izvir), »ki vsebuje modrost in inteligenco, gospodar vodnjaka pa se imenuje Mimir«.
Enako Visoki navede podrobnosti o Mímisbrunnr in nato opisuje, da tretja korenina vodnjaka »sega do neba« in da je pod njim »zelo sveti« vodnjak Urðarbrunnr. Tam imajo bogovi svoje sodišče, azi pa se vsak dan odpravijo v Urðarbrunnr čez most Bifröst. Kasneje v poglavju je v podporo navedena vrstica iz pesmi Grímnismál, ki omenja Yggdrasil.
V 16. poglavju se Gangleri sprašuje, »kaj je še posebej omembe vrednega v zvezi z Jesnom?« Visoki pravi, da je o njem veliko za povedati. Visoki nadaljuje, da na vejah Yggdrasila sedi orel in da ima veliko znanja. Med očmi orla sedi jastreb, imenovan Veðrfölnir. Veverica, imenovana Ratatoskr, se podi po Jesenu Yggdrasilu in prenaša »zlonamerna sporočila« med orlom in Níðhögggrom. Štirje jeleni po imenih Dáinn, Dvalinn, Duneyrr in Duraþrór jezdijo med vejami Yggdrasila in požirajo njegovo listje. Spomladi je v Hvergelmirju skupaj z Níðhöggr toliko kač, »da jih noben jezik ne more našteti«. V podkrepitev navede dve kitici iz pesmi Grímnismál. Visoki nadaljuje, da norne, ki živijo ob svetem vodnjaku Urðarbrunnr, vsak dan vzamejo vodo iz vodnjaka in blato iz okolice ter z njo polijejo Yggdrasil, da veje Jesena ne bi zgnile ali propadle. Visoki poda več informacij o Urðarbrunnr, v podporo navede kitico iz pesmi Völuspá in doda, da na zemljo z Yggdrasila pada rosa, ter pojasni, da »ljudje temu pravijo mana, s katero se hranijo čebele«.
V 41. poglavju je citirana vrstica iz pesmi Grímnismál, ki pravi, da je Yggdrasil najvišje med drevesi. V 54. poglavju, ki je del dogodkov Ragnaröka, Visoki opisuje, da bo Odin odšel do vodnjaka Mímisbrunnr in se posvetoval z Mímirjem v svojem imenu in v imenu svojega ljudstva. Potem se bo »Jesen Yggdrasila zatresel in ničesar ne bo strah ne na nebu ne na zemlji«, azi in Einherjar pa si bodo nadeli bojno opremo in se odpravili na polje Vígríðr. V nadaljevanju poglavja je navedena vrstica iz Völuspe, ki podrobno opisuje to zaporedje dogodkov.
V knjigi Skáldskaparmál Prozne Edde je Yggdrasil omenjen enkrat, vendar ne z imenom. V 64. poglavju so navedena imena kraljev in vojvod. kot primer je naveden izraz »slaven/slavna«, ki je uporabljen v delu skalda Hallvarðra Háreksblesija na katerega je močno vplivalo krščanstvo: »Pod zemeljskim polom [Yggdrasilom] ni slavnega, ki bi bil bližje gospodarju menihov [Bogu] kot ti.«

## Teorije

### Šamanski izvori
Angleška folkloristka Hilda Ellis Davidson pravi, da je obstoj devetih svetov okoli Yggdrasila večkrat omenjen v staronordijskih virih, vendar identiteta teh svetov ni nikoli navedena, čeprav jo je mogoče razbrati iz različnih virov. Davidson pravi, da se je »identiteta devetih nedvomno spreminjala, ko se je spremenil poudarek ali pa so se pojavile nove metaforike«. Trdi, da ni jasno, kje se devet svetov nahaja glede na drevo; lahko bi obstajali eden nad drugim ali pa bi bili morda razvrščeni okoli drevesa, vendar se omenjajo svetovi, ki obstajajo pod drevesom, medtem ko so bogovi prikazani na nebu, mavrični most (Bifröst) pa povezuje drevo z drugimi svetovi. Davidson meni, da so »tisti, ki so na podlagi podatkov iz virov poskušali izdelati prepričljiv diagram skandinavskega kozmosa, le še povečali zmedo«.

Davidson ugotavlja vzporednice med Yggdrasilom in šamanskim izročilom v severni Evraziji:
Pojmovanje drevesa, ki se dviga skozi številne svetove, se pojavlja v severni Evraziji in je del šamanskega izročila mnogih ljudstev te regije. Zdi se, da gre za zelo starodavno pojmovanje, ki morda temelji na polarni zvezdi, središču neba, ki je morda vplivala na podobo osrednjega drevesa v Skandinaviji.... Pri sibirskih šamanih se osrednje drevo lahko uporablja kot lestev za vzpon v nebesa.
Davidson pravi, da ima pojem orla na vrhu drevesa in svetovne kače, ovite okoli korenin drevesa, vzporednice v drugih azijskih kozmologijah. Nadaljuje, da so na nordijsko kozmologijo morda vplivale severne azijske kozmologije. Po drugi strani pa Davidson dodaja, da je dokazano, da so germanska ljudstva častila svoja božanstva na odprtih gozdnih jasah in da je bil nebeški bog še posebej povezan s hrastom, zato je bilo »osrednje drevo tudi zanje naravni simbol«.

### Mímameiðr, Hoddmímirjev gozd in Ragnarök
Predlagane so bile povezave med Hoddmímirjevim gozdom (staronordijsko »Hoard-Mímirjev« gozd) in drevesom Mímameiðr (»Mímirjevo drevo«), ki naj bi se na splošno nanašalo na svetovno drevo Yggdrasil ter izvir Mímisbrunnr. Ameriški filolog John Lindow se strinja, da bi Mímameiðr lahko bilo drugo ime za Yggdrasil in da če je Hoard-Mímir v Hoddmímirjev gozd isti lik kot Mímir (povezan z izvirom, imenovanim po njem, Mímisbrunnr), potem so lahko Mímirjev gozd—Yggdrasil in Mímirjev izvir v bližini.
Angleška profesorica srednjeveške evropske književnosti Carolyne Larrington ugotavlja, da ni nikjer izrecno navedeno, kaj se bo zgodilo z Yggdrasilom med dogodki Ragnaröka. Larringtonova opozarja na povezavo med prvobitnim likom Mímirja in Yggdrasilom v pesmi Völuspá in domneva, da je »možno, da je Hoddmimir drugo ime za Mimirja in da se oba preživela skrivata v Yggdrasilu.«
Avstrijski filolog Rudolf Simek meni, da je preživetje Lífa in Lífþrasirja v času Ragnaröka s skritjem v Hoddmímirjevim gozdu, »primer ponovitve antropogeneze, ki je razumljiva iz ciklične narave eddske eshatologije«. Simek pravi, da Hoddmímirjev gozd »ne smemo razumeti dobesedno kot nasad ali celo kot gozd, v katerem se Líf in Lífþrasir skrivata, temveč kot alternativno ime za svetovno drevo Yggdrasill. Tako se stvaritev človeštva iz drevesnih debel (Askr in Embla) ponovi tudi po Ragnarǫku.« Simek pravi, da je v germanskih regijah koncept človeškega izvora iz dreves zelo star. Poleg tega opozarja na legendarne vzporednice v bavarski legendi o pastirju, ki živi v drevesu in katerega potomci ponovno naselijo deželo, potem ko življenje zunaj njega uniči kuga (navaja pripoved F. R. Schröderja). Omeni tudi staronordijsko vzporednico v liku Örvar-Oddr, »ki se pomladi, ko živi kot drevesni človek (Saga Ǫrvarja-Odda 24–27).«

### Drevesa čuvaji, Irminsul in sveta drevesa
Še v 19. stoletju so na območjih Nemčije in Skandinavije častili drevesa čuvaje in prinašalce sreče, ki so jim včasih tudi darovali. Znano je, da so masivni brezi, ki stoji na vrhu grobne gomile ob kmetiji na zahodu Norveške med prazniki korenine polivali s pivom. Drevo je bilo posekano leta 1874.
Davidson pravi, da »ti obredi, namenjeni drevesom čuvajem, potrjujejo položaj drevesa v središču kot vira sreče in zaščite za bogove in ljudi«. Davidson ugotavlja, da se bogovi po opisih srečujejo pod Yggdrasilom, kjer imajo svoje thinge, s tem povezan Irminsul, ki je bil morda steber, pa je prav tako simboliziral središče sveta. Pojasnjuje, da bi bilo težko ugotoviti, ali je bilo prvo drevo ali steber, in da je to verjetno odvisno od tega, ali je bilo sveto mesto na gosto poraslem območju ali ne. Ugotavlja, da v Þingvellirju na Islandiji ni omembe svetega drevesa, da pa Adam iz Bremna opisuje ogromno drevo, ki je stalo ob templju v Uppsali na Švedskem, ki je po njegovih besedah ostalo zeleno vse poletje in zimo ter da nihče ni vedel, za kakšno drevo gre. Davidson komentira, da sicer ni gotovo, ali je Adamov obveščevalec dejansko videl to drevo, vendar pa obstoj svetih dreves v predkrščanski germanski Evropi dokazujejo tudi zapisi o njihovem uničenju s strani zgodnjih krščanskih misijonarjev, kot je bil Thorov hrast, ki ga je uničil sveti Bonifacij.
Ken Dowden pravi, da se za Irminsulom, Thorovim hrastom v Geismarju in svetim drevesom v Uppsali »skriva mitski prototip, Yggdrasil, svetovno drevo Severnjakov«.

## Sodobni vpliv
Thomas Carlyle je »Igdrasil« sprejel za svoj najljubši simbol; pojavlja se v knjigah On Heroes, Hero-Worship, & the Heroic in History (1841) ter Past and Present (1843). John Ruskin ga je uporabil v zaključku knjige The Laws of Fésole (1877–1878), njen urednik pa jo je leta 1890 na podlagi Carlylovega rokopisa priredil za naslov revije Ruskin Reading Guild Journal.
Med sodobnimi umetniškimi deli, ki prikazujejo Yggdrasil, so Die Nornen (slika, 1888) K. Ehrenberga; Yggdrasil (freska, 1933) Axela Revolda v avli knjižnice Univerze v Oslu na Norveškem; Hjortene beiter i løvet på Yggdrasil asken (reliefna upodobitev iz lesa, 1938) na mestni hiši v Oslu Dagfina Werenskiolda; in bronasti relief na vratih Švedskega muzeja narodnih starin (okoli 1950) B. Marklunda v Stockholmu na Švedskem.
Pesmi, v katerih se omenja Yggdrasil, so Vårdträdet Viktorja Rydberga in Yggdrasill J. Linkeja.
V seriji japonskih lahkih romanov Overlord, ki jo je napisal Kugane Marujama, je Yggdrasil ime priljubljene igre DMMORPG, v kateri je glavni junak ujet po njenem zaprtju.
V Marvelovem filmu Prvi maščevalec: Stotnik Amerika je Tesseract skrit za izrezljano leseno ploščo, ki prikazuje Yggdrasil.